# Общественный метаболизм

Диаграмма, описывающая поток природных ресурсов в экономике. Ценные ресурсы добываются в природе на входе в экономику, ресурсы проходят через экономику, по ходу трансформируясь и превращаясь в товары. Малоценные отходы и загрязнения в конечном итоге накапливаются на выходе. Переработка материальных ресурсов возможна, но только за счет использования некоторых энергоресурсов, а также дополнительного количества других материальных ресурсов. Энергоресурсы, в свою очередь, не могут быть переработаны вообще, а рассеиваются в виде отработанного тепла.

Обще́ственный метаболи́зм (социа́льно-экономи́ческий метаболизм) (англ. Social metabolism or socioeconomic metabolism) — множество потоков, в том числе материальные и энергетические, которые происходят между природой и обществом, между различными обществами, а также внутри обществ. Эти контролируемые человеком материальные и энергетические потоки являются основной характеристикой всех обществ, но их масштабы и разнообразие в значительной степени зависят от конкретных культур или общественно-метаболических режимов. Общественный метаболизм также описывается как «самовоспроизводство и эволюция биофизической структуры общества. Он включает в себя процессы биофизической трансформации, процессы распределения и потоки, которые контролируются людьми для своих целей. Биофизические структуры общества и общественно-экономический метаболизм вместе образуют биофизическую основу общества».
Общественные метаболические процессы начинаются с присвоения человеком материалов и энергии от самой природы. Они должны перерабатываться и распространяться (т. е. циркулировать), чтобы их же после поглощала и выделяла сама природа. Каждый из этих процессов оказывает различное воздействие на окружающую среду в зависимости от того, как он выполняется; количества материалов и энергии, участвующих в процессе; области, в которой он происходит; имеющегося времени или способности природы к регенерации.
Общественный метаболизм представляет собой расширение концепции от метаболизма человека к биофизической основе общества. Люди строят и эксплуатируют шахты и фермы, нефтеперерабатывающие заводы и электростанции, фабрики и инфраструктуру для обеспечения потоков энергии и материалов, необходимых для физического воспроизводства конкретной культуры. Используемые запасы, которые включают в себя здания, транспортные средства, бытовую технику, инфраструктуру, создаются и поддерживаются различными производственными процессами, которые являются частью общественного метаболизма. С данных запасов затем предоставляются услуги людям в виде жилья и транспорта.
Общество и его метаболизм вместе образуют аутопоэтическую систему, сложную систему, которая способна к самовоспроизводству. Ни культура, ни общественный метаболизм не могут воспроизводить себя изолированно.
Общественно-экономический метаболизм обусловливает, что общество и его взаимодействие с природой образуют сложную самовоспроизводящуюся систему, и поэтому его можно рассматривать как парадигму для изучения биофизических основ человеческих обществ в аспекте самовоспроизводства. «Общая парадигма может способствовать объединению и интеграции моделей, что может привести к более надежной и всесторонней междисциплинарной оценке стратегий устойчивого развития. Использование общественного (общественно-экономического) метаболизма в качестве парадигмы может помочь обосновать альтернативные экономические концепции».
Исследования общественного метаболизма могут проводиться на разных уровнях агрегации системы. Например, при учёте материальных потоков анализируются входные и выходные данные материалов и энергии определённого государства или региона, а также импорт и экспорт. Такие исследования облегчаются лёгкостью доступа к информации о коммерческих операциях.